# Cantón de Saint-Pierre-Église
El cantón de Saint-Pierre-Église era una división administrativa francesa, que estaba situada en el departamento de Mancha y la región de Baja Normandía.

## Composición
El cantón estaba formado por dieciocho comunas:
- Brillevast
- Canteloup
- Carneville
- Clitourps
- Cosqueville
- Fermanville
- Gatteville-le-Phare
- Gonneville
- Gouberville
- Le Theil
- Le Vast
- Maupertus-sur-Mer
- Néville-sur-Mer
- Réthoville
- Saint-Pierre-Église
- Théville
- Tocqueville
- Varouville

## Supresión del cantón de Saint-Pierre-Église
En aplicación del Decreto n.º 2014-246 de 25 de febrero de 2014, el cantón de Saint-Pierre-Église fue suprimido el 22 de marzo de 2015 y sus 18 comunas pasaron a formar parte del nuevo cantón de Val-de-Saire.